# Вальехос, Даниэль
Луис Даниэль Вальехос Орбегон (исп. Luis Daniel Vallejos Obregón; род. 27 мая 1981, Никоя, Коста-Рика) — коста-риканский футболист, защитник.

## Клубная карьера
Воспитанник клуба «Эредиано». В его составе защитник провел большую часть своей карьеры. Помимо него он выступал за «Пунтаренас», а также за коста-риканские и гватемальские коллективы низших лиг.

## Карьера в сборной
В 2002—2003 годах Даниэль Вальехос активно вызывался в сборную Коста-Рики. Футболист дебютировал за «тикос» 17 апреля 2002 года в товарищеском матче против Японии, который закончился со счетом 1:1.
Вальехос был в заявке национальной команды на Чемпионате мира года в Японии и Южной Корее и Золотом Кубке КОНКАКАФ 2003 года. На последнем турнире костариканцы заняли четвёртое место.
В 2004 году вместе с командой участвовал Летних Олимпийских играх в Афинах. Всего за «тикос» Вальехос провел 15 матчей.